# Laurent Roux
Laurent Roux é um ciclista  francês, nascido a 3 de dezembro de 1972 em Cahors.
Fez-se profissional em 1994 e manteve-se competindo até 2003. Ganhou onze vitórias, incluindo uma etapa do Giro d'Italia, que lhe permitiu vestir o maillot rosa de líder da geral por um dia.
Laurent Roux foi condenado a 4 anos de suspensão e uma multa de 2.600 euros por um caso de dopagem por anfetamina em 2003, que terminou com o fim da sua carreira. Depois de uma investigação pela Justiça em meados de 2005, foram acusados ele e o seu irmão, dos tráfico de drogas na região de Cahors. Em junho de 2006, foi condenado pelo Tribunal Penal de Bordéus a uma pena de prisão de 30 meses.

## Palmarés
1992
- Tour de Tarn-et-Garonne

1994
- La Côte Picarde

1996
- 1 etapa da Ruta del Sur

1997
- Clássica dos Alpes
- Tour de l'Avenir
- Paris-Bourges
- 1 etapa da Ruta del Sur

1998
- 1 etapa do Giro d'Italia

1999
- Troféu dos escaladores
- 1 etapa da Paris-Nice

2001
- 1 etapa da Dauphiné Libéré
- 1 etapa da Ruta del Sur

## Resultados nas grandes voltas

### Tour de France
- 1996 : 44º
- 1997 : 23º
- 1998 : abandono
- 2001 : 50º

### Giro d'Italia
- 1998 : 28º, vencedor de etapa  e maillot rosa durante um dia